# Bostrichidae
Famille
Les Bostrichidae forment une famille d'insectes coléoptères. Certains d'entre eux sont xylophages et s'attaquent au hêtre, au chêne et au châtaignier, d'autres se nourrissent de grains de céréales. Denops albofasciatus est un de leurs prédateurs naturels.

## Liste des sous-familles et genres
Selon Catalogue of Life (28 août 2014) :
- genre Acantholyctus
- genre Amintinus
- genre Amphicerus
- genre Apate
- genre Apatides
- genre Apoleon
- genre Bostrichus
- genre Bostrycharis
- genre Bostrychoplites
- genre Calodectes
- genre Calodrypta
- genre Calonistes
- genre Calopertha
- genre Calophagus
- genre Calophorus
- genre Cephalotoma
- genre Chilenius
- genre Coccographis
- genre Ctenobostrychus
- genre Dendrobiella
- genre Dexicrates
- genre Dinapate
- genre Dinoderopsis
- genre Dinoderus
- genre Dolichobostrychus
- genre Dominikia
- genre Dysides
- genre Endecatomus
- genre Enneadesmus
- genre Euderia
- genre Heterobostrychus
- genre Heteropsoa
- genre Lichenophanes
- genre Lycthoplites
- genre Lyctoderma
- genre Lyctodon
- genre Lyctopsis
- genre Lyctoxylon
- genre Lyctus
- genre Megabostrichus
- genre Melalgus
- genre Mesoxylion
- genre Micrapate
- genre Minthea
- genre Neoterius
- genre Octodesmus
- genre Parabostrychus
- genre Paraxylion
- genre Paraxylogenes
- genre Phonapate
- genre Phyllyctus
- genre Plioxylion
- genre Polycaon
- genre Prostephanus
- genre Psicula
- genre Psoa
- genre Psoidia
- genre Rhizoperthodes
- genre Rhyzopertha - seule espèce : Capucin des grains
- genre Scobicia
- genre Sifidius
- genre Sinocalon
- genre Sinoxylodes
- genre Sinoxylon
- genre Stenomera
- genre Stephanopachys
- genre Tetrapriocera
- genre Tristaria
- genre Trogoxylon
- genre Xylion
- genre Xylionopsis
- genre Xylionulus
- genre Xylobiops
- genre Xyloblaptus
- genre Xylobosca
- genre Xylocis
- genre Xylodectes
- genre Xylodeleis
- genre Xylodrypta
- genre Xylogenes
- genre Xylomedes
- genre Xylomeira
- genre Xylopertha
- genre Xyloperthella
- genre Xyloperthodes
- genre Xylophorus
- genre Xyloprista
- genre Xylopsocus
- genre Xylothrips
- genre Xylotillus

Selon ITIS (28 août 2014) :
- sous-famille Apatinae Jacquelin du Val, 1861
- sous-famille Bostrichinae Latreille, 1802
- sous-famille Dinoderinae C. G. Thomson, 1863
- sous-famille Dysidinae Lesne, 1921
- sous-famille Endecatominae LeConte, 1861
- sous-famille Euderinae Lesne, 1934
- sous-famille Lyctinae Billberg, 1820
- sous-famille Polycaoninae Lesne, 1896
- sous-famille Psoinae Blanchard, 1851

## Confusion homophonique
À ne pas confondre avec le bostryche typographe (Ips typographus), coléoptère ravageur des épicéas, qui appartient à la famille des Scolytidae